# Toolkit
En toolkit eller grafisk toolkit er i programmeringssammenhænge API-programmører kan kalde fra deres program, således at de kan konstruere grafiske brugerflader.